# Daisy i Violet Hilton

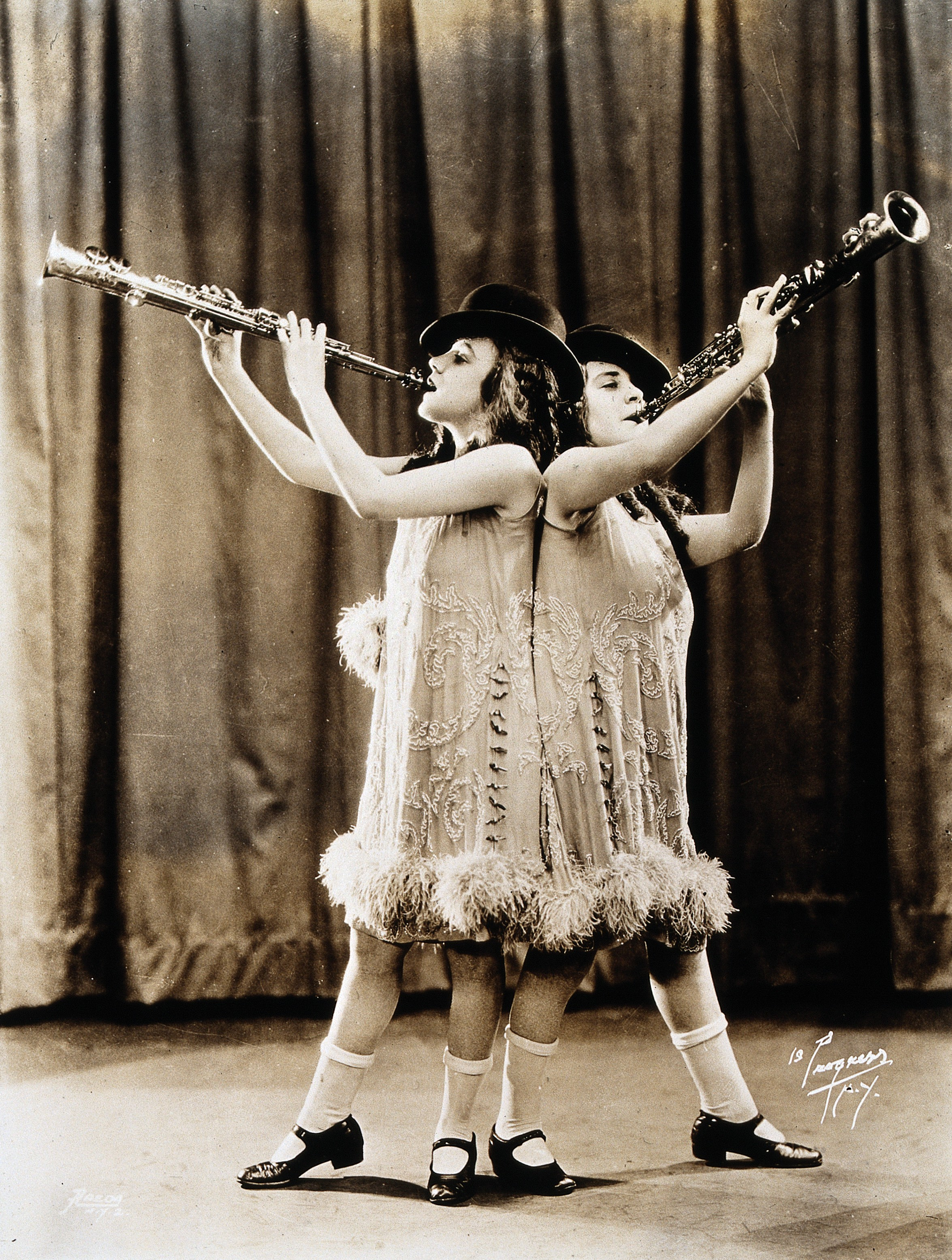
Bliźniaczki Hilton podczas występu ok. 1927

Daisy i Violet Hilton (ur. 5 lutego 1908 w Brighton w Anglii, zm. w styczniu 1969) – angielskie artystki, aktorki, bliźniaczki syjamskie. Były nazywane The Siamese Twins, The Hilton Sisters i The Brighton Twins lub The Brighton Conjoined Twins.

## Dzieciństwo
Połączone były przez biodra, miały wspólny układ krwionośny, nie dzieliły ważnych organów wewnętrznych. Bliźniaczki Hilton były uważane przez społeczeństwo za potwory, dlatego ich matka Kate Skinner sprzedała je swojej pracodawczyni Mary Hilton. Ta traktowała je jako źródło zarobku. Jako małe dziewczynki były pokazywane w Queen's Arms Pub w Brighton, a później w Evening Star Pub. Bliźniaczki były maltretowane i kontrolowane przez Mary Hilton i jej męża. Przybrani rodzice nauczyli je śpiewać i tańczyć.

## Kariera
Jako trzylatki były wystawiane w Wielkiej Brytanii jako "The United Twins", a później w Niemczech, Australii oraz w Stanach Zjednoczonych. W 1929 Daisy i Violet Hilton brały udział w przedstawieniu stworzonym przez Boba Hope'a "The Dancemedians". Ich zadaniem było stepowanie. 
W 1919 Mary Hilton zmarła, a kontrolę nad bliźniaczkami przejęła jej córka Edith Mayer i jej mąż. Usunęli je na jakiś czas ze światła kamer i w tym czasie nauczyły je grać: Violet na saksofonie, a Daisy na skrzypcach. 
W 1931 Violet i Daisy pozwały swoich menedżerów – rodzinę Mayer. Wygrały sprawę, co skutkowało uwolnieniem się od znęcających się nad nimi opiekunów oraz otrzymaniem rekompensaty w kwocie 100 000 dolarów. Po tym zaczęły grać w wodewilach jako "The Hilton sisters' Revue". Gdy wodewile straciły popularność, zaczęły grać w burlesce.  
Zagrały w dwóch filmach: w 1932 w "Freaks" oraz w 1950 w "Chained for Life". Siostry opublikowały także autobiografie (1942) "The Lives and Loves of the Hilton Sisters". Po wydaniu filmu "Freaks" ich popularność zmalała, miały problemy z utrzymaniem. W ostatnim latach życia pracowały w sklepie spożywczym. W 1969 zmarły na grypę.  
W 2012 powstał film biograficzny na podstawie historii życia sióstr Hilton "Bound by Flash". 

## Miłość
Daisy i Violet Hilton utrzymywały swoje życie uczuciowe w tajemnicy. Miały wielu partnerów i kilka prób małżeństwa. Violet Hilton była zaręczona z muzykiem Maurice Lambert. Wysłała zgodę na udzielenie małżeństwa do 21 stanów, jednakże w każdym z nich została odrzucona. Para rozstała się z tego powodu.

## Filmografia
- Freaks, 1932
- Chained for Life, 1950[3]